# Willy Chin Joe
Willy Chin Joe (Paramaribo, 1944) is een Surinaams oud-politicus, bestuurder en kinderboekenschrijver.

## Biografie
Willy Chin Joe studeerde af als ingenieur (ir.) aan de Landbouwhogeschool in Wageningen in Nederland.
Rond 1975 was hij voorzitter van de ITT-bond voor werknemers van het bedrijf International Telephone Telegraph. Sinds de oprichting van de marxistische Progressieve Arbeiders en Landbouwers Unie (PALU) was hij secretaris van het eerste bestuur. Tijdens de verkiezingen van 1977 stond hij voor de PALU op nummer 2 van de lijst van Paramaribo.
Rond 1978 werkte hij aan het project Slootwijk-Oost dat deel uitmaakte van het Ontwikkelingsplan Commewijne.
Tijdens de militaire dictatuur, op 28 februari 1983, trad hij aan in het kabinet-Alibux (PALU) als minister van Openbare Werken, Telecommunicatie en Bouwnijverheid. Hij zat de volle termijn uit tot 3 februari 1984. Als gevolg van de Decembermoorden (1982) waren tijdens zijn ministerschap alle Nederlandse technici uit Suriname vertrokken, waardoor de aanleg van telefoonkabels voor het telefoonbedrijf Landstelegraaf en Telefoondienst (LTT) stil was komen te liggen. Tijdens zijn ministerschap legde Chin Joe contact met het Braziliaanse Telecomunicações Brasileiras S.A. (Telebras), waardoor de aanleg hervat kond worden. LTT is de voorloper van Telesur.
Willy Chin Joe begon pas laat met schrijven, nadat hij van twee kleinkinderen een klein zelfgemaakt boekje kreeg waarin zij een zelfgeschreven verhaaltje hadden opgeschreven met tekeningen erin. Dit boekje vormde voor hem de inspiratie om zelf kinderverhalen te gaan schrijven. In 2021 verscheen zijn eerste kinderboek De woefies en vier andere kinderverhalen en daarna verschenen nog meer kinderboeken van zijn hand.

## Boeken
- 2021: De woefies en vier andere kinderverhalen
- 2022: Tjiep tjiep en twee andere kinderverhalen, geïllustreerd door Steven Atmopawiro
- 2022: Planeet Zazo en vijf andere kinderverhalen